# Phascolarctos
Phascolarctos là một chi động vật có vú trong họ Phascolarctidae, bộ Hai răng cửa. Chi này được de Blainville miêu tả năm 1816. Loài điển hình của chi này là Lipurus cinereus Goldfuss, 1817 (seen by de Blainville in ms., published 1817).

## Các loài
Chi này gồm các loài:
- Phascolarctos cinereus[2]
- †Phascolarctos maris[2]
- †Phascolarctos stirtoni[2]
- †Phascolarctos yorkensis (trước thuộc chi Cundokoala, now recognised as a junior synonym.)[2]

## Hình ảnh

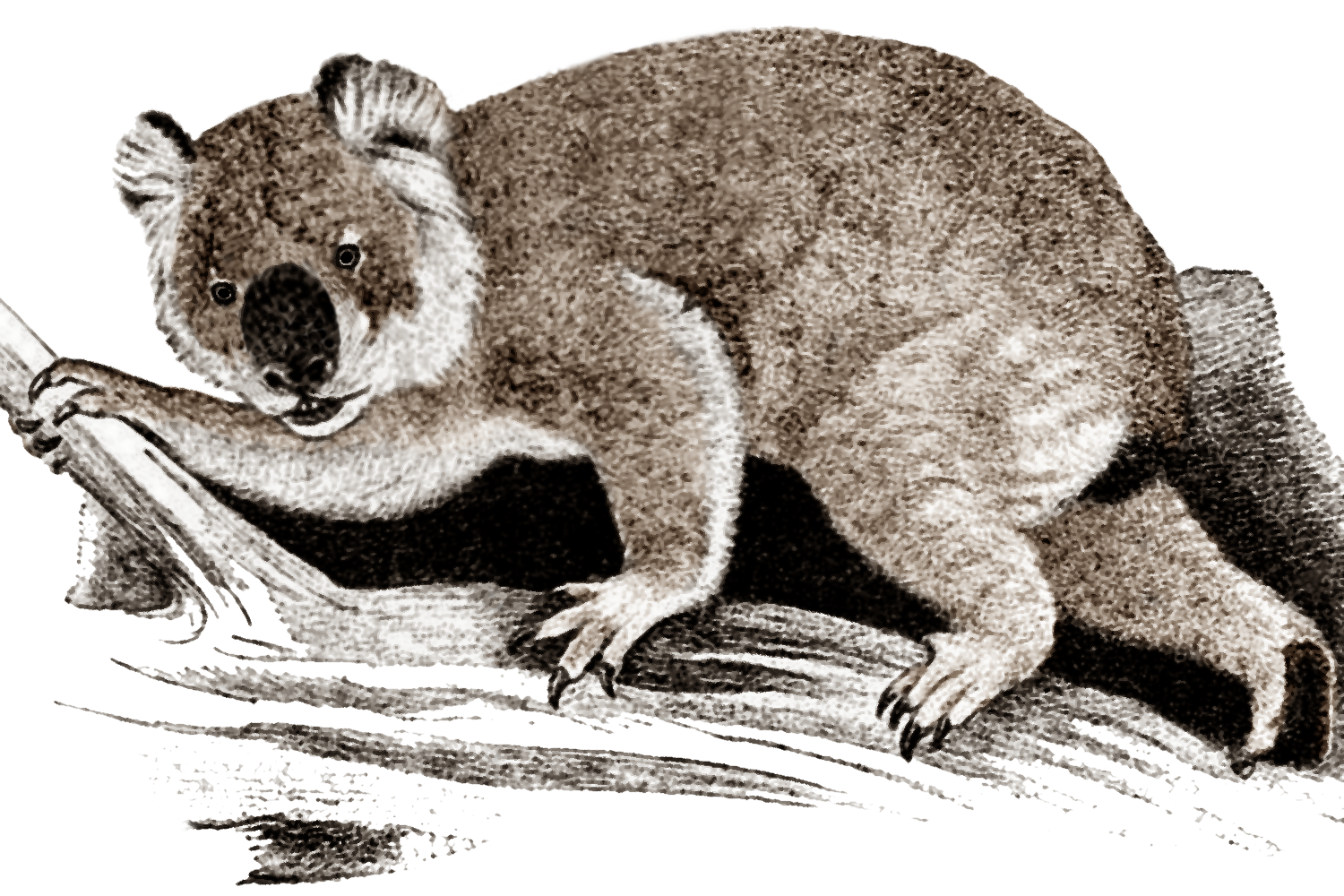